# Березове (Хмельницький район)
Бере́зове — село в Україні, у Хмельницькій міській громаді Хмельницького району Хмельницької області. Населення становить 32 особи.

## Історія
Існують думки, за якими с. Березове було названо на честь гарних берізок та лісового навколишнього середовища.
За словником Торчинської Н. М. та Торчинського М. М. («Словарь собственных географических названий») назва поселення змінювалась кілька разів. У 1893 р. поселення називалось — «Березова», з 1915 р. — «Березове», з 1926 р. — «Березівка», в 1946 р. змінило назву на — «Березове» і досі носить цю назву.
Старожили села розповідають, що приблизно у 1890-х роках земля (на якій в теперішній час знаходиться с. Березове), ще тоді належала одному вчителю на прізвище Березюк, котру він продав людям, а ті там поселились. Тому і назва поселення було Березове, як похідна від прізвища Березюк. Вісім або дев'ять родин купили землю в складчину.
Заснували село вихідці з західних земель України, казали, що нібито вони були родом з села Мацькова, і прозвали їх «мацьковаки». Отже, вони викупили ці землі, викопали землянки, а потім і збудували будинки.
Перші мешканці села мали такі прізвища: Шелін, Деркач, Ярмолович, пізніше до них приєднались Кринтовські, Маюхи, Брохуни і Бойки.
З 1903 р. с. Березове було поселенням при селі Богданівці Бахматівецької волості Летичівського повіту Подільської губернії.
Згідно з книжкою «Населённые города Подольской губернии», поселення Березове згадується у 1905 році. На хуторі Березове проживало 68 осіб (22 дворів). Для порівняння, в с. Богданівці, яке знаходилось поряд, проживало 1459 осіб (222 дворів).
Частина землі поселення, а саме 138 десятин 1158 квадратних сажнів належала москалевсько-райковецькій громаді селян, інша частина (191 десятина 1715 сажнів) — голосківській. Другу громаду представляли селяни Адольф Владиславович Буртовський та Андрій Лук'янович Федоришен.
Мешканці хутора Березове ходили в церкву Святого Миколая, в с. Богданівці. Храм існує з 1766 р. і досі, був збудовний коштами поміщика Гадомського і парафіян. Особливою пошаною користувались ікони: Божої Матері, Пантелеймона і Марії Магдалини.
У кожній сім'ї було багато дітей, тому на хуторі була відчинена перша початкова школа на 4 класи, вчителькою котрої стала Надія Максимівна Сніцер. Старша школа знаходилась в Богданівцях. Також у Березовому були яслі.
Під час колективізації був створений власний колгосп, який пізніше приєднали до Богданівець.
В 1958 р. було відчинено клуб, завідуючим якого став Петро Іванович Лисий — ветеран Другої світової війни. При клубі діяла кімната, де можна було почитати книжки, яка пізніше стала бібліотекою, а про те, щоб книг було немало потурбувалась завідуюча бібліотеки с. Богданівці — Бойко Галина Саввівна. Також в клубі був гурток художньої самодіяльності, який виступав з концертами в Березовому, і за його околицями. В селі працював магазин.
У 80-х роках при відсутності хорошої роботи з села почала виїжджати молодь у пошуках кращого життя.
У 1974 р. мешканці села добились дозволу на створення зупинного пункту приміських поїздів, який і досі має назву «Верхня Ділянка».
9 травня 1986 р. відбулось відкриття пам'ятника невідомому солдату.
У 90-ті роки велику територію землі було виділено під дачні ділянки мешканцям м. Хмельницький. На даний момент село Березове стало фактично дачним селищем без ряду соціальних установ культури і розвитку. Лише 32 мешканця проживає тут постійно.
У 2019 році в Березовому почала будуватись церква «Свято-Троїцький храм» Православної Церкви України. Настоятель — ієрей Андрій Беринда.
У 2020 році село увійшло до складу Хмельницького району та Хмельницької міської громади.

## Пам'ятник полеглим воїнам і героям Другої світової війни
1. Баб'як Антон Михайлович (1910 — 25.02.1945 рр.). Сержант, снайпер, похований у Польщі.
2. Бабій Федір Іванович (1913 р. — червень 1945 р.). Солдат, стрілець.
3. Брохун Савелій Ігнатович (1.09.1920 — 27.10.1942 по.) Солдат. Загинув у полоні в Німеччині. Похований у Геппенгаймі або Бенсгаймі (Німеччина).
4. Брохун Тимофій Маніфатович (1903—1945 рр.). Рядовий, стрілець. Отримав медаль «За відвагу» (31.03.1945).
5. Деркач Арсеній Іванович (1907—1944 рр.). Червоноармієць, стрілець. Отримав орден Слави III ступеня.
6. Малинковський Антон Іванович (1908 — 9.02.1945 рр.). Гвардії рядовий, стрілець.
7. Стецюк Павло Андрійович (1902 — травень 1942 рр.) Червоноармієць. Похований в с. Кирилівщина (Росія)
8. Федишин Йосип Антонович (1918 —1945 рр.)
9. Федишин Микола Антонович (1920 — березень 1945 рр.) Червоноармієць, стрілець.
10. Ярмолович Федір Олексійович (1910 — 6.07.1944 рр.) Червоноармієць, стрілець. Похований в с. Скородинці (Тернопільська обл.), у братській могилі, пізніше перепохований в с. Білобожниця (Тернопольська обл.).

## Населення

### Мова
Розподіл населення за рідною мовою за даними перепису 2001 року:
| Мова       | Кількість | Відсоток |
| ---------- | --------- | -------- |
| українська | 32        | 100%     |